# Phytoecia stenostoloides
Phytoecia stenostoloides là một loài bọ cánh cứng trong họ Cerambycidae.